# Simeon Uroš

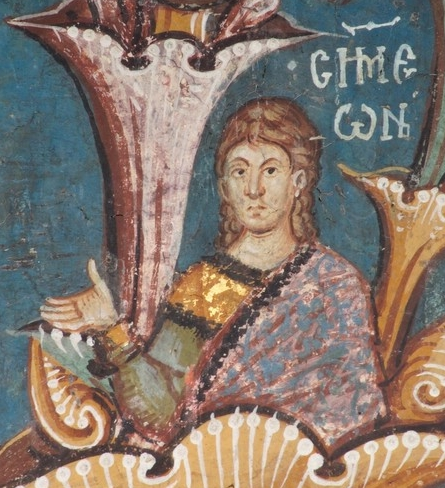
Fresco van Uroš uit 1346.

Simeon Uroš (Servisch: Симеон Урош, bijgenaamd Siniša Uroš, in het Grieks ook Symeón Ourésis Palaiólogos / Συμεών Ούρεσης Παλαιολόγος), uit het huis Nemanjić, was despoot van Epirus van 1359 tot 1366 en vorst van Thessalië van 1359 tot aan zijn dood in ± 1370.

## Leven
Simeon Uroš, bijnaam Siniša, was een zoon van de Servische koning Stefan Uroš III Dečanski en diens tweede vrouw, Maria Palaiologina, dochter van de despoot Johannes Palaiólogos, een kleinzoon van de Byzantijnse keizer Michaël VIII Palaiologos.
Nadat koning Stefan Uroš IV Dušan in 1348 Epirus en Acarnania had veroverd, stelde hij zijn halfbroer Simeon aan tot stadhouder van deze gebieden, en verleende hem speciaal daarvoor de titel van despoot, die volgens de Byzantijnse traditie enkel voorbehouden was voor een broer of jongere zoon van de keizer. Als despoot consolideerde Simeon Uroš zijn positie tegenover de plaatselijke aristocratie door te trouwen met Thomais, een dochter van een voormalige Epirotische heerser Johannes II Orsini.
Simeons eerder rustige regeerperiode werd onderbroken toen kort na Dušans dood in 1355, zijn zwager Nikephoros II Orsini, de afgezette vorst van Epirus, opnieuw op het toneel verscheen in Griekenland waar hij spoedig kon rekenen op de steun van de Thessalische en Epirotische adel. In 1356 trok Nikephoros Epirus binnen en dwong Simeon te vluchten naar Kastoria, waar hij probeerde zichzelf uit te roepen tot tsaar van alle Serviërs en Grieken, in de plaats van zijn neef Stefan Uroš V.
Ondanks de steun van enkele invloedrijke heren (o.a. Johannes Komnenos Asanes, de broer van Dušans weduwe) was Simeon niet bij machte zich te doen gelden in de adellijke kringen in Servië en Macedonië. Na een mislukte poging in 1358 om het vorstendom Zeta (Montenegro) te veroveren, moest hij noodgedwongen afzien van verdere ambities om zich in Servië te doen gelden. Het volgende jaar echter sneuvelde Nikephoros II Orsini tijdens een schermutseling met Albanezen, en van die gelegenheid maakte Simeon gebruik om opnieuw zijn kans te wagen. Hij viel haastig Thessalië binnen en werd daar erkend als wettige leider (1359). Vervolgens viel hij opnieuw Epirus binnen, waar de steden die door Albanese horden waren geteisterd, eveneens zijn gezag erkenden.
Terwijl Simeon Uroš in Epirus was, probeerde Radoslav Hlapen van Vodena Thessalië te heroveren ten voordele van zijn stiefzoon Thomas Preljubovič. Om zijn eigen verliezen te beperken zag Simeon zich gedwongen de veroveringen van Radoslav Hlapen te erkennen, door Kastoria aan deze af te staan en zijn dochter Maria uit te huwelijken aan Thomas Preljubović. Als tegenprestatie erkende Hlapen het wettelijke gezag van Simeon Uroš over een deel van zijn veroveringen en creëerde op die manier een buffer tussen hem en de gebieden van Servische edelen meer in het noorden.
Simeon Uroš vestigde zich in Trikala in Thessalië, en bracht de laatste decade van zijn regering door in relatieve rust en vrede. Hij erkende spoedig twee van de Albanese krijgsheren in Epirus, Gjin Bua Shpata en Peter Ljoša, als despoten van respectievelijk Angelokastron en Arta. In 1366 stond hij Ioannina, zijn laatste belangrijke bezitting in Epirus, af aan zijn schoonzoon Thomas Preljubovič, die daar regeerde als zijn vazaldespoot. 
 In Trikala hield Simeon Uroš er een hofhouding op na van Byzantijnse, Servische en Albanese edelen, maar hij had een duidelijke voorkeur voor de Byzantijnse verwanten van zijn vrouw. Ook stichtte en/of begiftigde hij rijkelijk de kloosters van Meteora.

## Kinderen
Simeon Uroš had drie kinderen uit zijn huwelijk met Thomais Orsini:
1. Johannes (Jovan) Uroš, die hem opvolgde als heerser van Thessalië;
2. Stefan Uroš, gouverneur van Farsala;
3. Maria, uitgehuwelijkt aan Thomas II Preljubovič, die hem opvolgde als despoot van Epirus.